# Víctor Lafón Airport
Víctor Lafón Airport är en flygplats i Chile.   Den ligger i provinsen Provincia de San Felipe och regionen Región de Valparaíso, i den södra delen av landet, 80 km norr om huvudstaden Santiago de Chile. Víctor Lafón Airport ligger 665 meter över havet.
Terrängen runt Víctor Lafón Airport är varierad. Närmaste större samhälle är San Felipe, 2,0 km väster om Víctor Lafón Airport. 
Runt Víctor Lafón Airport är det i huvudsak tätbebyggt. Runt Víctor Lafón Airport är det ganska glesbefolkat, med 38 invånare per kvadratkilometer.